# Europaväg 22
Der Europaväg 22 (schwedisch für ‚Europastraße 22‘) ist eine schwedische Fernverkehrsstraße und ein Teil der Europastraße 22. Sie beginnt in Trelleborg und läuft durch Skåne, Blekinge und entlang der schwedischen Ostküste bis Norrköping. Die Strecke ist 560 Kilometer lang, 90 Kilometer davon sind Autobahn. Der gleiche Name, E 22, wird sowohl für die Autobahn als auch die Landstraßenstrecken benutzt.
Die Strecke bildet eine wichtige nationale Verbindung von Skåne, Blekinge, Öland, Småland, Östergötland mit den Häfen im Süden des Landes. Da die Strecke durch einige Unterbrechungen und teilweise niedrige Geschwindigkeitsbegrenzungen nur begrenzt leistungsfähig war, gab es schon lange Pläne, zumindest die Strecke Trelleborg-Karlskrona komplett zur Autobahn auszubauen. Diese werden schrittweise umgesetzt, aktuell ist der gut 8 Kilometer lange Abschnitt Fjälkinge–Gualöv bis 2025 im Bau. Wenn 2029 der Abschnitt Ronneby–Nättraby wie geplant fertiggestellt ist, wird die Gesamtstrecke über 230 Kilometer kreuzungsfrei ausgebaut sein. Ob und wann die beiden Abschnitte, die bisher nur im 2+1-System unter Verkehr genommen wurden, zur Autobahn ausgebaut werden, ist derzeit offen. Für den Abschnitt Fogdarp–Hörby Norra sind die Pläne zwar fertig, eine Finanzierung und damit ein Baustart ist jedoch offen.

## Städte
Wichtige Städte, die an der E 22 in Schweden liegen, sind:
Trelleborg – Malmö – Lund – Kristianstad – Sölvesborg – Karlshamn – Karlskrona – Kalmar – Oskarshamn – Västervik – Norrköping

## Galerie

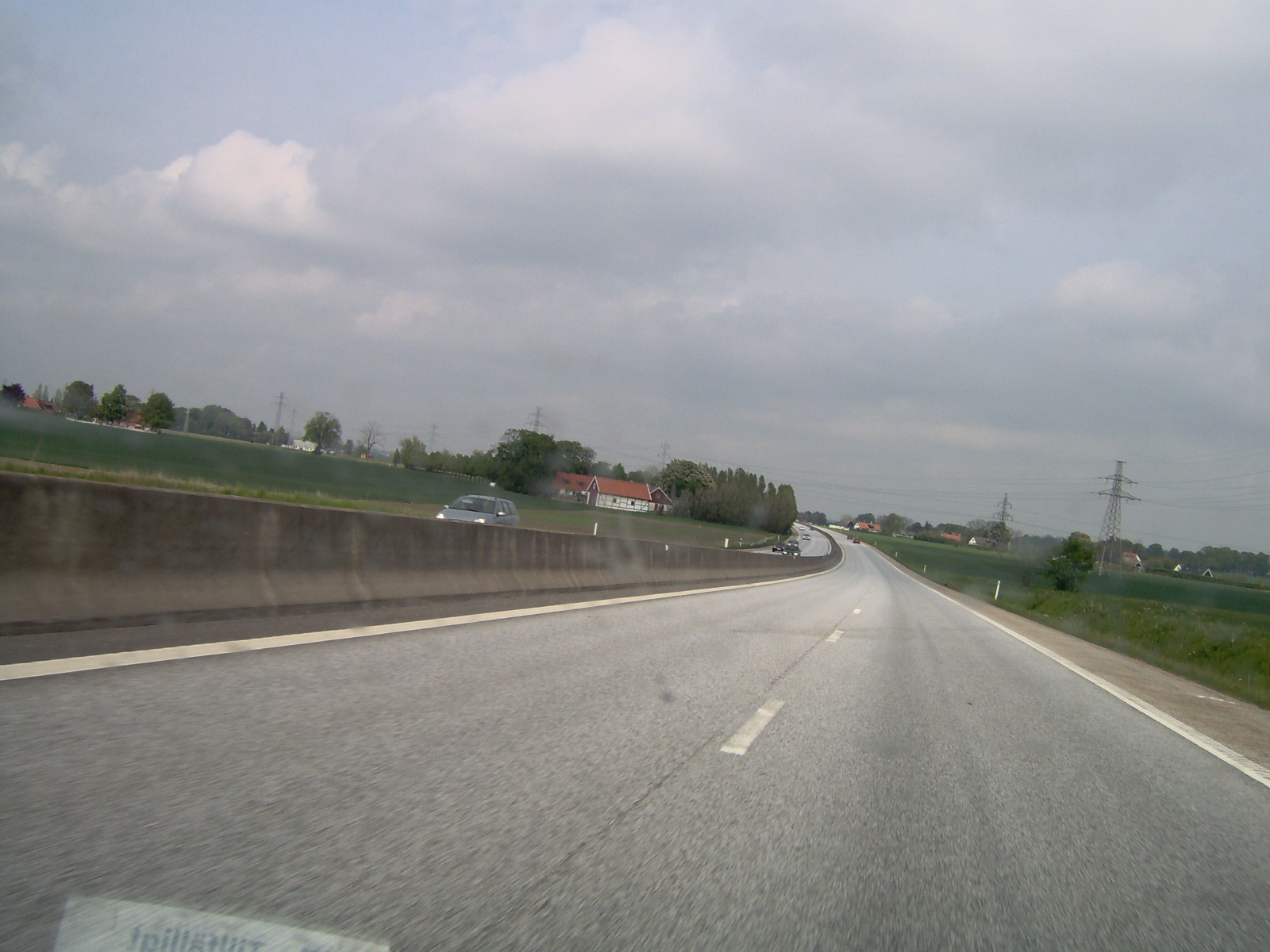
Die E 22 Richtung Malmö bei Lund. Die Strecke Malmö-Lund ist Schwedens erste Autobahn, Baujahr 1953.
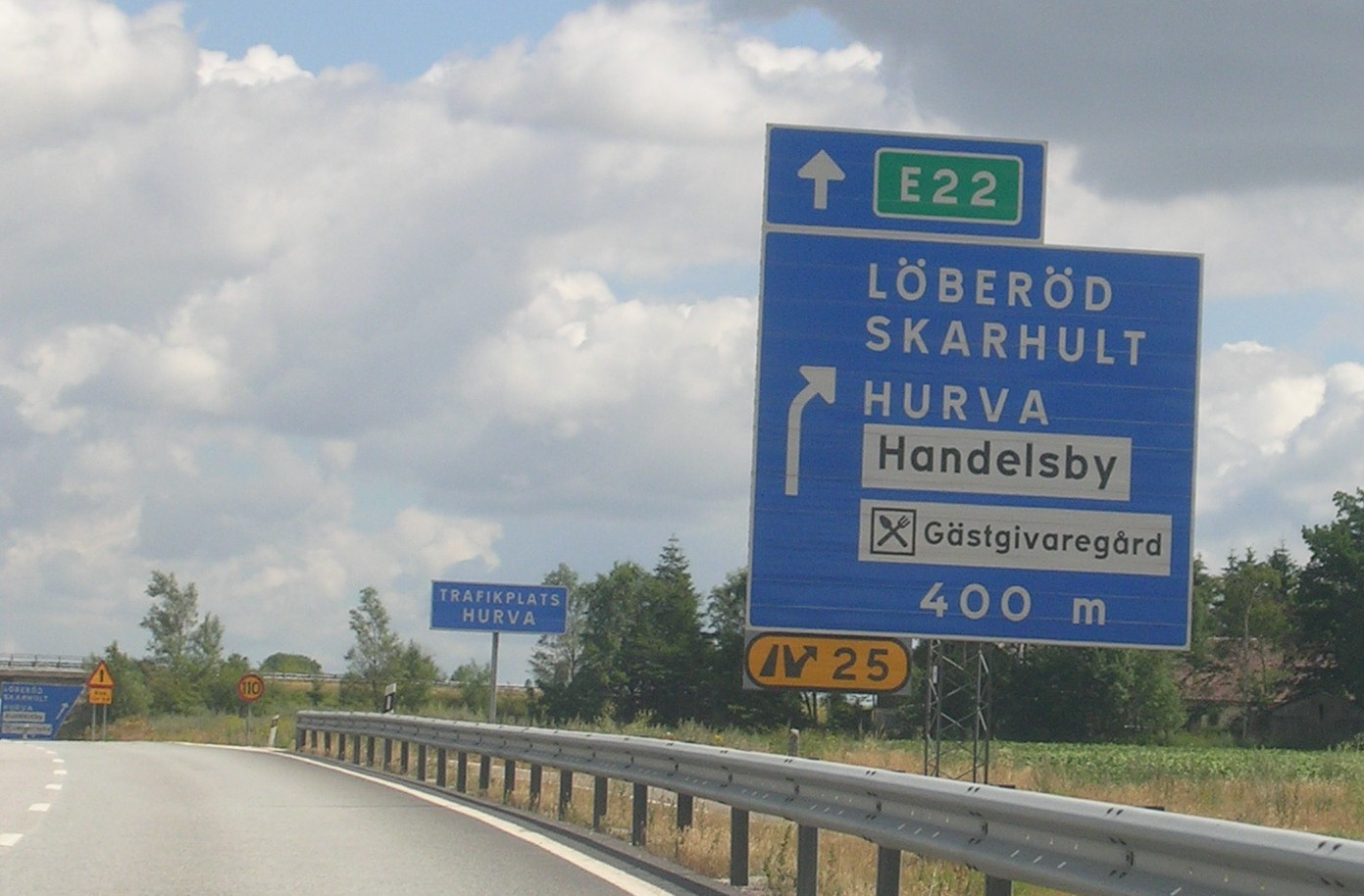
Abfahrt Nummer 25, zwischen Lund und Hörby
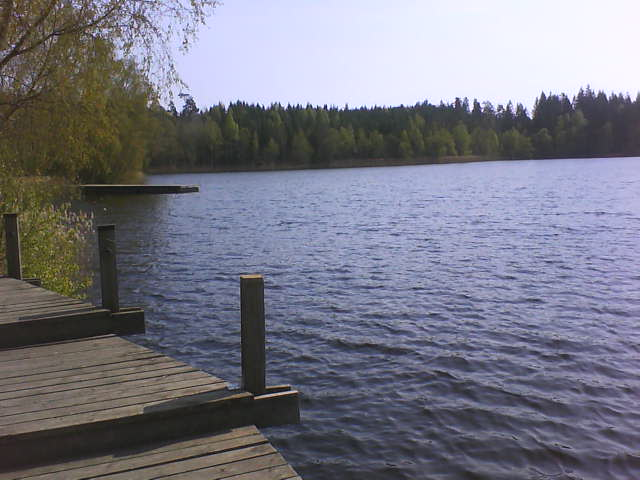
Rastplatz Galtsjön, Ronneby